# Pravljica o smrti
Pravljica o smrti je slovenska ljudska pravljica, ki jo je zapisal Janez Podgorski. Objavljena je bila v zbirki Slovenske ljudske pripovedi leta 1985, v kateri je zapisanih še 75 ostalih pravljic. Spremno besedo je napisal Milko Matičetov, ilustrirala Ančka Gošnik-Godec, zbrala ter uredila besedila Kristina Brenkova.
Slovenska ljudska pravljica je najvišja in najstarejša oblika ljudske umetnosti. Razlikuje se od bajk, pripovedk, smešnic in legend po tem da se te ubadajo predvsem z ljudskim verovanjem, razlaganjem pojavov v naravi in z zgodovinskimi junaki, medtem ko pravljica poseže v človeško dušo. Osnova ljudske pravljice je prepričanje ljudi, da se dobro poplača ter slabo kaznuje.Ta osnova pa je vodilo pravljice, ki se po navadi pojavlja v kompoziciji: človek ki ga v resničnosti niso znali ceniti in so spregledali njegova dobra dela se odpravi v namišljen svet in tam opravi junaška dejanja ter se vrne nazaj kot zmagovalec.
Med odlike Slovenske ljudske pravljice prav gotovo sodi to, da v njej ni nič odvečnega. Opisi situacij ter dialog pa sta najpogostejši pripovedni sredstvi, ki pa sta brez pretiranih in zahtevnejših situacij.

## Vsebina pravljice
Pravljica govori o bogatinu, po katerega je nekega dne prišla smrt. Prosil je smrt naj mu prizanese, saj bi rad še živel. Preden se ji je dokončno vdal, se je odločil, da jo pogosti. Odpeljal jo je v klet in ji pokazal ter ponudil največji sod vina. Izpraznila ga je v trenutku. Nato jo je bogatin odpeljal še k drugemu in tretjemu sodu, ki ju je smrt prav tako izpraznila. Po tretjem sodu se je že opijanila, kar je bil tudi namen bogatina. Vrgel jo je v prazen sod, kjer jo je imel zaprto celih sedem let. Medtem pa celih sedem let ni nihče umrl. Svet se je pomnožil in pohudobil. Nato pa je bog poslal angela na zemljo k bogatinu, naj smrt izpusti iz zapora. Spustil jo je, vendar pod pogojem, da ga ne bo nikoli več nadlegovala. Smrt je nato hotela nadomestiti, kar je izgubila v sedmih letih. Nastala je kuga, druge bolezni, za katerimi je pomrlo nešteto ljudi. Bogatin pa je bil vesel, a ne za dolgo, ker se je postaral. Od starosti je bil ves polomljen in nadležen tako sebi kot drugim. Rad bi bil umrl, vendar smrti ni bilo ponj. Iskal jo je povsod po svetu, vendar je ni našel nikjer.

## Analiza
Zgodba Pravljica o smrti, spada med slovenske ljudske pravljice, v kateri lahko najdemo veliko prvin, ki so značilne za ljudske pravljice:
- starinski izrazi (bogatin, veli, jadikovati, povšeči)

- ponavljanje (bogatin, smrt)

- pravljična števila (sedem let, trije sodi)

- preprosta metaforika (primera: zdrav kot riba v vodi in ptica pod nebom; izpraznila ga je, kot bi kvišku pogledal), (poosebitev: od sive starosti; smrt se ni branila)

- pravljični liki nimajo imen (bogatin, smrt)

- osredotočenost na glavno osebo (bogatin)

### Literarne okoliščine
Čas dogajanja: ni določen
Kraj dogajanja: bogatinova klet
Glavne osebe: bogatin, smrt
Stranske osebe: angel, bog

## Interpretacije ostalih pravljic

### Zlata ptica
- Čas in kraj:  nedoločena
- Stalni okrasni pridevniki (prelepo jablano, najčudovitejša zlata ptica, najhitrejši konj, najlepša morska deklica, ognjeviti konj, kraljevski sin, veselo zarezgetal, najmlajši kraljevič, milo prepevati, lepo morsko deklico).
- Ponavljanja posameznih besed, celih stavkov in odstavkov; besed (zlata jabolka, jablana, zlata ptica, medved, ropar, siva skala, leskova šiba, morska deklica, konj, zelena jasa, leto in dan), celih stavkov (»Le počakaj, še slabo se ti bo godilo!«, »Šel je z njim in postal – ropar.«, »Daj še meni malo, saj vidiš, da sem lačen.«, »Mahni z leskovo šibo po skali.«, »Kraljevi sin se še nikoli ni zlagal in tudi straži je vse po resnici povedal.«)
- Stalna, t. i. ljudska števila (tretjo noč, tri sinove, tri peresa, leto in dan, tri morske deklice).
- Tipičen konec: glavna oseba, tj. najmlajši sin se poroči s prelepo morsko deklico in podeduje veliko bogastvo. živita srečno do konca svojih dni.
- Bajeslovna bitja: Zlata ptica, medved ki govori, morska deklica.

### O treh grahih
- Pripovedovalec: tretjeosebni oziroma vsevedni
- Kraj dogajanja: dva gradova in dolga prašna cesta
- Čas dogajanja:  več kot leto dni
- Glavni lik siromakov sin
- Stranski liki:oče, graščakova žena, graščakina hči, mož beloglavec, starka, zmaj, kru
- Okrasni pridevki: prašna cesta, velik grad, trije grahki, imenitna soba, velikanski zmaj
- Pomanjševalnice: sinko, grahki, bajtica, ženka
- Stopnjevanje: »…imel je sedem glav in v vsaki glavi sedem jezikov,…«
- Pravljična števila: trije grahi, tri vreče, sedemkrat posejati, sedemkrat požeti, sedemkrat zmleti, sedemkrat zamesiti, sedemkrat speči, sedem glav, sedem jezikov

### Pastirček
- Pripovedovalec: tretjeosebni vsevedni
- Glavni književni osebi: pastirček, dobre vile
- Stranske književne osebe: ovce, koze in krave
- Kraj dogajanja: v Istri blizu morja
- Čas dogajanja: ni natančno določen, nekega pooldneva
- Pravljični liki nimajo imen: imena pastirčka in vil ne poznamo
- Pravljična števila: tri dobre vile
- Pomanjševalnice: pastirček
- Okrasni pridevki: majhen deček, pekoče sonce, lepe deklice, sladko spale, košate veje,čisto zlato, čudežna mošnja denarja, rumeni cekini
- Čudežna dejanja: med zvonenjem prihaja iz morja na kopno velika čreda ovac, krav in koz
- Čudežna bitja: tri vile

## Zunanji povezave
http://sl.wikisource.org/wiki/Pravljica_o_smrti
http://209.85.129.132/search?q=cache:BaEVpqtB9_MJ:www.sbaza.net/download_sb1_zip.php%3FClanekID%%5B%5D
http://sl.wikisource.org/wiki/Pastir%C4%8Dek
http://sl.wikisource.org/wiki/Podganek
http://sl.wikisource.org/wiki/Praprotno_seme